# 亞美尼亞自由黨
亞美尼亞自由黨（英語：Armenian Liberal Party）是亞美尼亞一個主張自由主義的政黨。該黨的領導人是霍夫漢內斯·霍夫漢尼相。亞美尼亞自由黨成立於2008年。 

## 歷史
亞美尼亞自由黨在2008年至2012年在亞美尼亞共和國國民議會擁有席位。
2014年，霍夫漢內斯·霍夫漢尼相宣布亞美尼亞自由黨與繁榮亞美尼亞簽署合作協議。
亞美尼亞自由黨未參加2018年亞美尼亞國民議會選舉。 

## 意識形態
亞美尼亞自由黨認為亞美尼亞應該加強保障人權和基本自由，並在亞美尼亞建立自由市場和有競爭力的經濟體系。